# جيف كارلسون
جيف كارلسون (بالإنجليزية: Jeff Carlson)‏ هو لاعب كرة قدم أمريكية أمريكي، ولد في 23 أبريل 1966 في لونغ بيتش في الولايات المتحدة.

## وصلات خارجية
- جيف كارلسون على موقع مرجع كرة القدم المحترفة.كوم (الإنجليزية)